# Franzpeter Messmer
Franzpeter Messmer (* 16. Februar 1954 in Geislingen an der Steige) ist ein deutscher Autor, Journalist, Festivalleiter und Musikwissenschaftler.

## Leben

### Jugend und Ausbildung
Franzpeter Messmer wurde in Geislingen geboren. Seine Eltern sind der Ingenieur Ernst Messmer und die Geigerin Anne Messmer. Er wuchs in Riedlingen auf, wo er 1974 das Gymnasium mit dem Abitur abschloss. Während seiner Schulzeit erhielt er von seiner Mutter Violinunterricht, widmete sich dem Komponieren und Schreiben von belletristischen Texten. Nach dem Militärdienst im Musikcorps Ulm studierte er an der Universität München Musikwissenschaft, Kunstgeschichte und Germanistik. Außerdem nahm er privat Violinunterricht beim Konzertmeister des Symphonieorchesters des Bayerischen Rundfunks Erich Keller. Forschungsaufenthalte führten ihn an die Landesbibliothek Stuttgart und die British Library in London. 1981 beendete er sein Studium mit der Promotion bei Rudolf Bockholdt über das Thema Altdeutsche Liedkomposition. Der Kantionalsatz und die Einheit von Singen und Dichten.

### Berufsweg
Von 1981 bis 1990 arbeitete Messmer als Musikjournalist. Er war Redakteur im Bayerischen Kulturmosaik, einem Magazin des Bayerischen Volksbildungsverbandes, freier Musikkritiker für die Neue Musikzeitung und das Fono Forum. Er schrieb außerdem regelmäßig für Das Orchester. Beiträge von ihm erschienen im Münchner Merkur, der Süddeutschen Zeitung, der Neuen Zürcher Zeitung und im Stern. Für den Bayerischen Rundfunk, den SFB, den NDR und Radio DRS produzierte er zahlreiche Rundfunksendungen.
Seit 1982 arbeitete er an der Programmplanung der Landshuter Hofmusiktage – Europäisches Festival Alter Musik mit. 1990 übernahm er nach dem Tod von Winfried Fischer die künstlerische Leitung des Festivals. Weitere Festivals, die er leitete, sind das Deutsche Musikfestival 1997 und die Bayerischen Tonkünstlerfeste 1998 und 2008. Im Auftrag des Bayerischen Staatsministeriums für Wissenschaft, Forschung und Kunst konzipierte und koordinierte er die Richard-Strauss-Jahre 1999 und 2014, das Werner-Egk-Jahr 2001 und das Karl-Amadeus-Hartmann-Jahr 2005.

### Forschung
Schwerpunkte seiner Arbeit als Musikwissenschaftler sind das Verhältnis von Musik und Sprache in der Musik zwischen Renaissance und Barock, die Musikgeschichte Münchens von der Renaissance bis zum 20. Jahrhundert, Orlando di Lasso, Georg Friedrich Händel und Richard Strauss, die Musik bayerischer Komponisten des 20. und 21. Jahrhunderts, Zusammenhänge zwischen Musik, Bildender Kunst, Sprache und Philosophie. Franzpeter Messmer war 1984 an dem Forschungsprojekt Trümmerzeit und 1988 an dem Forschungsprojekt Prinzregentenzeit in München als Mitarbeiter beteiligt. Seit 2008 gibt Franzpeter Messmer als Nachfolger von Alexander Suder die Buchreihe Komponisten in Bayern heraus.

### Arbeit als Buchautor
Neben seinen wissenschaftlichen Texten schrieb Messmer zahlreiche Bücher für ein breites Publikum. Dabei arbeitete er mit namhaften Verlagen wie Artemis & Winkler oder Weltbild zusammen. Mit seiner Biografie über Orlando di Lasso leistete er einen literarischen Beitrag zur Wiederentdeckung der Alten Musik. Seine Kulturgeschichte Musiker reisen stellt Musik in den Kontext der Alltagskultur. Seine Biografien über Orlando di Lasso, Georg Friedrich Händel und Richard Strauss spüren den Einflüssen der jeweiligen Zeit auf das Werk der Komponisten nach. Er schrieb außerdem die beiden historischen Romane Der Venusmann über den Kastraten Farinelli und Das Traumelexier über den bayerischen Herzog Wilhelm V.

### Musikpolitisches Engagement
Franzpeter Messmer war von 1989 bis 1992 und von 2009 bis 2017 Erster Vorsitzender des Tonkünstlerverbandes Bayern. Von 2011 bis 2018 war er im Präsidium des Bayerischen Musikrates und im Vorstand der Landesvereinigung Kulturelle Bildung Bayern, seit 2017 ist er im Kuratorium der Carl-Orff-Stiftung. Der Tonkünstlerverband Bayern erreichte unter seiner Führung eine Zusammenarbeit mit dem Verband Bayerischer Sing- und Musikschulen (VBSM) und dem Deutschen Komponistenverband (Landesverband Bayern), die Realisierung des „Qualitätszertifikats“ für Musikunterricht, das zusammen mit dem VBSM und dem Bayerischen Staatsministerium für Wissenschaft, Forschung und Kunst erteilt wird, und erstmals eine staatliche Förderung für freiberufliche Musikpädagogen und Private Musikinstitute. Er konzipierte das Buch des DTKV (Deutscher Tonkünstlerverband) in der nmz, das er mehrere Jahre als Chefredakteur leitete.

## Werke
- Orlando di Lasso, Ein Leben in der Renaissance. Musik zwischen Mittelalter und Neuzeit. Edition Musik & Theater, München 1982.
- Altdeutsche Liedkomposition. Der Kantionalsatz und die Einheit von Singen und Dichten. Münchner Veröffentlichungen zur Musikwissenschaft, Band 40, Schneider Verlag Tutzing, 1984.
- Kritiken zu den Uraufführungen der Bühnenwerke von Richard Strauss. herausgegeben von Franzpeter Messmer, Veröffentlichungen der Richard-Strauss-Gesellschaft München, Band 11, W. Ludwig Verlag, Pfaffenhofen 1989.
- Musiker reisen. Vierzehn Kapitel aus der europäischen Kulturgeschichte. Artemis & Winkler Verlag, Zürich 1992.
- Richard Strauss. Biographie eines Klangzauberers. Edition Musik & Theater, Zürich, St. Gallen 1994.
- „Der Venusmann“, Fretz & Wasmuth Verlag, Bern 1997.
- Das Traumelexier. Scherz Verlag, Bern 2000.
- Carlos Veerhoff. Monographie, zusammen mit Thomas Schipperges, Verena Weidner und Günther Weiß, Komponisten in Bayern, Band 47, hrsg. von Alexander L. Suder, Verlag Hans Schneider, Tutzing 2006
- Georg Friedrich Händel. Biographie, Artemis & Winkler, Düsseldorf 2008.
- Gloria Coates. Schneider, Tutzing 2012, ISBN 978-3-86296-034-7. (Komponisten in Bayern, Band 54).
- Wilfried Hiller. Monographie zusammen mit Ursula Adamski-Störmer, Friedemann Winklhofer, Regine Müller, Jan C. Golch, Stephanie Haller, Theresa Kalin, Komponisten in Bayern, Band 56, hrsg. v. Theresa Kalin und Franzpeter Messmer, Verlag Hans Schneider, Tutzing 2014, ISBN 978-3-86296-068-2.
- Franz Hummel. Monographie zusammen mit Theodor Geißler, Andreas Kolb und Helga-Maria Palm-Beulich, Komponisten in Bayern, Band 57, hrsg. v. Theresa Kalin und Franzpeter Messmer, Verlag Hans Schneider, Tutzing 2014, ISBN 978-3-86296-082-8.
- Meinrad Schmitt. Monographie zusammen mit Helga Hofmann-Sieber, Gabriele Puffer und Paul Wittrich, Komponisten in Bayern, Band 59, hrsg. v. Theresa Henkel und Franzpeter Messmer, Allitera, München 2015, ISBN 978-3-86906-830-5.
- Klaus Hinrich Stahmer. Monographie zusammen mit Elisabeth Donoughue, Andreas C. Lehmann, Hartmut Lücke, Kilian Sprau, Christoph Taggatz, Christoph Wünsch, Komponisten in Bayern, Bd. 60, hrsg. v. Theresa Henkel und Franzpeter Messmer, Allitera, München 2016, ISBN 978-3-86906-909-8.